# Dokkaebi
Dokkaebi is de naam van een wezen uit de Koreaanse folklore en sprookjes, vergelijkbaar met een kobold.
De Dokkaebi komt voor in vele Koreaanse volksverhalen, vaak angstaanjagend maar vaak ook als vrolijke en/of slimme figuur. De wezens houden van kattenkwaad en houden ervan om spelletjes te spelen met slechte mensen en goede mensen te belonen met rijkdom en zegeningen.
Dokkaebi zouden ontstaan zijn uit tot leven gewekte voorwerpen, vaak gebruiksvoorwerpen die achteloos achter zouden zijn gelaten door hun eigenaren. In die zin verschillen dokkaebi dan ook van spoken, die de geesten van overleden mensen zouden zijn.
De dokkaebi draagt meestal een knuppel, dokkaebi bangmang'i (도깨비 방망이), die dienst als toverstok. Ze houden van worstelen, ssireum, en het zou onmogelijk zijn om van ze te winnen.

## Moderne dokkaebi
Tegenwoordig maken Koreaanse ouders wel gebruik van de dokkaebi-legende om hun kinderen naar bed te krijgen. 's Nacht komen de dokkaebi immers naar buiten en kinderen die dan nog niet zouden slapen, kunnen weleens meegenomen worden naar het huis van de dokkaebi, dokkaebi jib (도깨비 집). Zie ook kinderschrik.
Spookhuizen worden in Korea dan ook vaak aangeduid als dokkaebi jib.